# Michèle Knodt
Michèle Knodt (* 19. April 1967 in Frankfurt am Main) ist eine deutsche Politikwissenschaftlerin.

## Werdegang
Sie absolvierte von 1986 bis 1992 ein Magisterstudium an der Technischen Hochschule Darmstadt im Fach Politikwissenschaft. Ihre Dissertation schrieb Knodt über Regionales Regieren im europäischen Mehrebenensystem. Ein interpretativer Vergleich zwischen Baden-Württemberg und Niedersachsen an der Universität Mannheim im Jahr 1997. Sie habilitierte sich 2004 bei Beate Kohler-Koch an der Universität Mannheim zum Thema Regieren im erweiterten europäischen Mehrebenensystem – die internationale Einbettung der EU. Seit 2005 hat Knodt den Lehrstuhl für Vergleichende Analyse politischer Systeme und Integrationsforschung am Institut für Politikwissenschaft der Technischen Universität Darmstadt inne.
Von 2011 bis 2015 war Knodt Dekanin des Fachbereichs 2 an der TU Darmstadt.
Michèle Knodt ist seit April 2021 Mitglied der Klimaschutzkommission der Stadt Mörfelden-Walldorf. Seit September 2021 ist sie Mitglied des Aufsichtsrats der Energiegenossenschaft BürgerEnergieRheinMain (BERMeG).
Sie hat einen Sohn.

## Schriften
- 1992: Unterordnung der EG-Integration der DDR unter den deutschen Einigungsprozeß. Haag und Herchen, Frankfurt am Main 1992, ISBN 978-3-89228-877-0.
- 1998: Tiefenwirkung europäischer Politik. Eigensinn oder Anpassung regionalen Regierens? Nomos, Baden-Baden 1998, ISBN 3-7890-5261-2 (Zugl.: Dissertation, Universität Mannheim, 1996).
- 2002: Europäisierung regionalen Regierens: Mit Sinatra zum „autonomieorientierten Systemwechsel“ im deutschen Bundesstaat? In: Politische Vierteljahresschrift. Band 43. SpringerLink, 2002, S. 211–234, doi:10.1007/s11615-002-0031-7, urn:nbn:de:1111-2016072515190.
- 2004: Europäische Integration – Europäisches Regieren. VS Verlag für Sozialwissenschaften, Wiesbaden 2002, ISBN 3-8100-3543-2 (gemeinsam mit Beate Kohler-Koch und Thomas Conzelmann).
- 2004: Governance in an expanded multi-level system. In: Journal of European Public Policy. Band 11, Heft 4, ISSN 0958-9287, S. 701–719.
- 2005: Regieren im erweiterten europäischen Mehrebenensystem – internationale Einbettung der EU in die WTO. Nomos, Baden-Baden 2005, ISBN 3-8329-1304-1.